# Ricardo Mollo
Ricardo Mollo (Buenos Aires, 17 de agosto de 1957) é um cantor, guitarrista, compositor e produtor de discos de rock argentino. É conhecido por fazer parte de duas das bandas mais influentes de rock argentino, Sumo e Divididos da qual é guitarrista.
É divorciado de la atriz e cantora uruguaia Natalia Oreiro.[carece de fontes?]

## Discografia

### Sumo
| Ano de Lançamento | Título                     | Gravadora  |
| 1985              | Divididos por la Felicidad | Sony Music |
| 1986              | Llegando los Monos         | Sony Music |
| 1987              | After Chabón               | Sony Music |
| 1986              | Sumo en Obras (9/8/1986)   | VHS        |

### Divididos
| Ano de Lançamento | Título                          | Gravadora               |
| 1989              | 40 dibujos ahí en el piso       | Columbia/Sony Music     |
| 1991              | Acariciando lo áspero           | Interdisc               |
| 1993              | La era de la boludez            | PolyGram                |
| 1995              | Otro le travaladna              | Interdisc               |
| 1995              | Divididos (álbum de compilação) | Interdisc               |
| 1998              | Gol de mujer                    | BMG                     |
| 1999              | 10 (álbum de compilação)        | EMI                     |
| 2000              | Narigón del siglo               | BMG                     |
| 2000              | Viveza criolla (ao vivo)        | nenhuma descrição       |
| 2002              | Vengo del placard de otro       | BMG                     |
| 2003              | Vivo Acá (ao vivo)              | EMI/Pelo Music          |
| 2003              | Oro                             | Universal Music         |
| 2004              | Canciones de cuna al palo       | BMG                     |
| 2004              | Vianda de ayer                  | BMG                     |
| 2006              | Obras cumbres                   | La Calandria/Sony Music |
| 2010              | Amapola del 66                  | La Calandria            |
| 2014              | Audio y agua                    | nenhuma descrição       |